# Tetsuo Sugamata
Tetsuo Sugamata, född 29 november 1957 i Tochigi prefektur, Japan, är en japansk tidigare fotbollsspelare.